# Werner Sollors
Werner Max Sollors (geboren 6. Juni 1943 in Kronberg) ist ein deutsch-US-amerikanischer Anglist. 

## Leben
Werner Sollors wuchs in der Nähe von Frankfurt am Main auf und studierte Anglistik an der FU Berlin. Er war dort ab 1970 wissenschaftlicher Angestellter und wurde 1975 promoviert. Er ging als Assistant Professor an die Columbia University in New York City, 1982 wurde er dort Associate Professor für Englisch. Er wurde an die Harvard University berufen und wurde dort 1983 Henry B. and Anne M. Cabot Professor of English und Professor für African American Studies. Sollors nahm verschiedene Gastprofessuren wahr.
Sollors war Guggenheim Fellow und hatte eine Fellowship des National Endowment for the Humanities. Er ist korrespondierendes Mitglied der Österreichischen Akademie der Wissenschaften und Ehrenmitglied der Bayerischen Akademie der Wissenschaften. Im Jahr 2001 wurde er in die American Academy of Arts and Sciences gewählt. 2012 wurde er zum auswärtigen Mitglied der Academia Europaea gewählt.

## Schriften (Auswahl)

### Als Autor
- Amiri Baraka/LeRoi Jones. The Quest for a “Populist Modernism”. Columbia University Press, New York 1978, ISBN 0-231-04226-4.
- Beyond Ethnicity. Consent and Descent in American Culture. Oxford University Press, New York 1986, ISBN 0-19-503694-8.
- Neither Black Nor White Yet Both. Thematic Explorations of Interracial Literature. Oxford University Press, New York 1997, ISBN 0-19-505282-X.
- Ethnic Modernism. Cambridge, Massachusetts: Harvard University Press, Cambridge, Mass. 2008, ISBN 978-0-674-03091-6.
- The Temptation of Despair: Tales of the 1940s. Belknap Press of Harvard University Press, Cambridge, Mass. und London 2014, ISBN 978-0-674-05243-7.
  - Die Versuchung, zu verzweifeln. Geschichten aus den 1940er-Jahren. Übersetzt von Sabine Bayerl. Winter, Heidelberg 2017, ISBN 978-3-8253-6650-6.
- Schrift in bildender Kunst. Von ägyptischen Schreibern zu lesenden Madonnen. transcript Verlag, Bielefeld 2020, ISBN 978-3-8376-5298-7.

### Als Herausgeber
- mit Caldwell Titcomb und Thomas A. Underwood: Blacks at Harvard. A Documentary History of African-American Experience at Harvard and Radcliffe. New York University Press, New York 1993, ISBN 0-8147-7973-5.
- Interracialism: Black-White Intermarriage in American History, Literature, and Law. Oxford University Press, Oxford 2000, ISBN 0-19-512856-7.
- mit Greil Marcus: A New Literary History of America. The Belknap Press of Harvard University Press, Cambridge / London 2009, ISBN 978-0-674-06410-2.
- mit David Boder: Die Toten habe ich nicht befragt. Winter, Heidelberg 2011, ISBN 978-3-8253-5920-1.